# Zemrën e lamë peng
Zemrën e lamë peng – singel albańskiej wokalistki Olty Boki, napisany przez Adriana Hilę i Pandiego Laço oraz nagrany w 2007 roku, wydany w formie singla w kolejnym roku. 
W grudniu 2007 roku utwór wygrał finał 46. Festivali i Këngës, zdobywając największą liczbę 67 punktów od komisji jurorskiej, dzięki czemu reprezentował Albanię podczas 53. Konkursu Piosenki Eurowizji w 2008 roku. Po finale konkursu pojawiły się pogłoski dotyczące ustawionych wyników festiwalu: dwóch sędziów posądzono o celowe przyznawanie punktów na końcu, aby wysoko ocenić kompozycję Boki i uniknąć wysłania na konkurs zdobywców drugiego miejsca – Flaki Krelaniego i Doruntiny Dishy. W obliczu plotek albański nadawca publiczny RTSH zapowiedział, że odbędzie się specjalne dochodzenie w sprawie rzekomego oszustwa. 
Pomimo kontrowersji, Boka pojechała na 53. Konkurs Piosenki Eurowizji, na który po raz pierwszy wprowadzono dwie rundy półfinałowe. Wokalistka wykonała swój utwór 22 maja podczas drugiego koncertu półfinałowego jako szósta w kolejności i zdobyła za niego w sumie 67 punktów, w tym najwyższą notę 12 punktów od Macedonii, przechodząc do finału, organizowanego dwa dni później. Zaśpiewała w nim jako trzecia i zdobyła łącznie 55 punktów, zajmując ostatecznie 17. miejsce w końcowej klasyfikacji.
W 2008 roku izraelski wokalista Boaz Mauda nagrał swoją własną, hebrajskojęzyczną wersję singla („Szr ljwch (A Gate to Your Heart)”), którą umieścił na swojej debiutanckiej płycie wydanej w 2009 roku.